# Вроден порок
„Вроден порок“ (на английски: Inherent Vice) е американски периодичен криминален филм от 2014 г. на режисьора Пол Томас Андерсън, базиран е на едноименния роман, написан от Томас Пинчън през 2009 г. Във филма участват Хоакин Финикс, Джош Бролин, Оуен Уилсън, Катрин Уотърсън, Рийз Уидърспун, Бенисио дел Торо, Мартин Шорт, Джена Малоун и Джоана Нюсъм.
В България филмът е излъчен през 2018 г. по bTV Cinema с български войсоувър дублаж, направен в студио VMS. Екипът се състои от:
| Озвучаващи артисти  | София Джамджиева Милица Гладнишка Иван Велчев Светломир Радев Стоян Цветков |
| Преводач            | Силвия Вълкова                                                              |
| Тонрежисьор         | Венелин Николов                                                             |
| Режисьор на дублажа | Добрин Добрев                                                               |